# Pasja (instalacja)
Pasja – instalacja autorstwa Doroty Nieznalskiej, polskiej artystki współczesnej, należąca do nurtu sztuki krytycznej, wystawiona w gdańskiej Galerii Wyspa w 2001 roku. Instalacja składała się z dwóch części: filmu wideo przedstawiającego mężczyznę ćwiczącego na siłowni oraz zawieszonego na łańcuchu metalowego krzyża z wkomponowanym zdjęciem prącia w centralnym miejscu.
Zestawienie tych dwóch elementów – symbolu świętego dla chrześcijan i męskich genitaliów – wywołało duże kontrowersje w mediach, a następnie w społeczeństwie, wzbudziło dyskusję o granicach sztuki i wolności wypowiedzi artystycznej. Nieznalska została oskarżona o obrazę uczuć religijnych i w 2003 roku skazana na karę wykonania prac społecznych. Od wyroku jednak się odwołała i w 2010 roku została oczyszczona z zarzutów.

## Okoliczności powstania
Do religii i religijności Nieznalska nawiązała po raz pierwszy w 1999 roku w swojej pracy dyplomowej pt. Absolucja (instalacja złożona z fotografii, filmu wideo i drewnianego konfesjonału). Interesowała się także w tamtym czasie zagadnieniami związanymi ze źródłami zła, dominacją, przemocą, agresją, a wcześniej także problemem gwałtów (instalacja Modus Operandi z 1998 roku). Opowiada o tym, między innymi, jej cykl fotografii bez tytułu z 1999 roku (przedstawienie relacji nagiego mężczyzny i uległego psa).
Dzięki swojemu partnerowi poznała środowisko mężczyzn ćwiczących w amatorskich siłowniach. Wizyty w takich miejscach zainspirowały ją w 2000 roku do stworzenia instalacji pt. Wszechmoc: rodzaj męski, składającej się z elementów wyposażenia siłowni (gumowa mata, talk, lustra, stalowe drążki do ćwiczeń). Całość została oświetlona czerwonym światłem, towarzyszyły jej także nagrane na siłowni dźwięki mające wywoływać konotacje seksualne: sapanie, stękanie i przeklinanie. W 2001 roku Nieznalska wystawiła fotografię pt. Potencja, przedstawiającą mężczyznę z zaciśniętą pięścią w okolicach krocza i napiętymi mięśniami. Instalacja Pasja była kontynuacją tematyki męskości, w tym siły fizycznej i kultu macho, co artystka wielokrotnie podkreślała w wywiadach.

## Opis instalacji
Instalacja Pasja składa się z 45-minutowego, zapętlającego się, kolorowego materiału wideo (bez dźwięku), który przedstawia w zwolnionym tempie twarz mężczyzny ćwiczącego na siłowni, oraz ze stalowego krzyża o wymiarach 104,7 x 90 x 19,5 cm zawieszonego na łańcuchu. Elementy konstrukcyjne krzyża zostały wykonane na zamówienie w Centrum Rzeźby Polskiej w Orońsku, następnie pocięte i zespawane przez Nieznalską. Na jego całej powierzchni widnieje kolorowe zdjęcie prącia, przy czym genitalia znajdują się w centralnym punkcie. Krzyż był typu greckiego, o czym świadczą proporcje – inne niż krzyża łacińskiego. Film odtwarzano za pomocą projektora, a cała instalacja była prezentowana w zaciemnionym pomieszczeniu.

## Wystawy

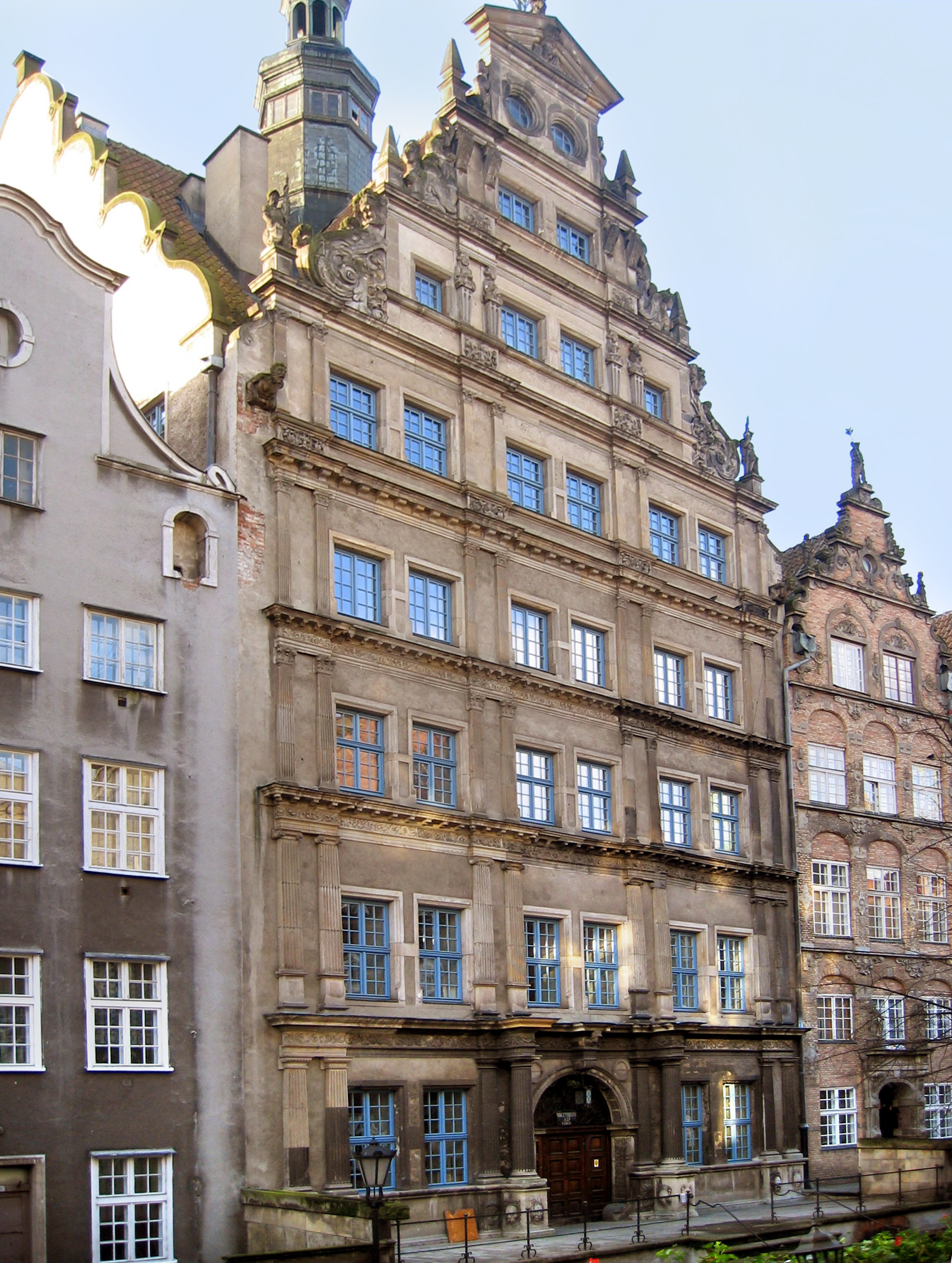
Dom Studencki ASP, w którym jedno z pięter zajmowała do 2002 roku Galeria Wyspa, miejsce wystawy Pasji

Pasję wystawiono po raz pierwszy w 2001 roku w białostockiej Galerii Arsenał. Na prośbę dyrektorki Moniki Szewczyk centralne miejsce stalowego krzyża zostało zasłonięte białą kartką (dyrektorka obawiała się protestów lokalnych polityków Ligi Polskich Rodzin). Z okazji wystawy wydano 28-stronicowy katalog (ISBN 83-86662-68-9) w językach polskim i angielskim.
Instalację w całości pokazano po raz pierwszy jako część wystawy „Nowe prace”, czynnej od 14 grudnia 2001 do 20 stycznia 2002 roku, od poniedziałku do piątku w godz. 11–14, w gdańskiej Galerii Wyspa (Dom Studencki ASP przy ul. Chlebnickiej 13/16). Wystawa uzyskała dofinansowanie z miejskiego budżetu (w wysokości 2000 zł), jej opis i projekt został zaakceptowany przez wiceprezydenta Gdańska Adama Landowskiego oraz dyrektorkę Wydziału Spraw Społecznych w Gdańsku Krystynę Konieczną. Kuratorem był Grzegorz Klaman, profesor Akademii Sztuk Pięknych i promotor pracy dyplomowej Nieznalskiej. Za jego namową artystka codziennie podczas trwania wystawy przebywała w galerii, aby wyjaśniać odbiorcom sens Pasji.

## Znaczenie
Praca podejmuje temat kultu męskiego ciała oraz związanego z nim cierpienia. Tytuł nawiązuje do dwuznaczności słowa pasja, które w języku polskim oznacza zarówno wielkie zamiłowanie do czegoś, jak i mękę Chrystusa (jej opis, przedstawienie, a także kult tej męki). Jest to więc termin, który nawiązuje zarówno do sfery sacrum, jak i profanum. Artystka zestawiła w instalacji fizyczny ból podejmowany na własne życzenie przez mężczyzn, którzy chcą mieć dzięki temu silniejsze ciało, a także cierpienie wynikające z wiary religijnej. Zestawienie to nadało instalacji wydźwięk ironiczny.
Nieznalska na temat swojej pracy wypowiedziała się następująco:

Pasja, która w żaden sposób nie była związana z religią czy wiarą, a dotyczyła wyłącznie obecnej w naszej kulturze namiętności do uzbrajania męskości w mięśnie podczas uporczywych ćwiczeń w siłowniach, została błędnie potraktowana jako atak na największe świętości.

Według Piotra Piotrowskiego figura krzyża użyta w instalacji nie stanowi nawiązania do postaci Chrystusa, gdyż ten ukrzyżowany został na krzyżu łacińskim. Nieznalska wykorzystała natomiast krzyż grecki, symbolizujący ideał; genitalia stanowią w utworze Nieznalskiej symbol męskości, a umieszczenie ich w krzyżu greckim pokazywało, że jest to symbol idealizowany.
Z kolei według Izabeli Kowalczyk zestawienie genitaliów (symbolizujących męskość) z krzyżem i ćwiczeniami na siłowni umieszcza męskość w dwóch kontekstach: katolickiego i konsumpcyjnego modelu życia; zestawia je z takimi znaczeniami, jak cierpienie i samopoświęcenie oraz pokazuje, że wzorce stawiane mężczyznom są praktycznie nieosiągalne. Kowalczyk odczytuje też Pasję jako pracę o współczesnym przyjmowaniu przez kulturę konsumpcyjną pozycji nowej religii, a siłownię widzi w tym kontekście jako nową świątynię.
Według amerykańskiej teatrolog Magdy Romanskiej w Pasji ciało męskie zostaje poddane uprzedmiotowieniu i przemocy, podobnie, jak tradycyjnie działo się z ciałem kobiecym. Jednocześnie badaczka widzi w instalacji wyraz współczucia i próbę zrozumienia udręczonej i poddanej presji męskości. Wykorzystany w Pasji symbol krzyża nie ma wymiaru religijnego, a stanowi symbol cierpienia jako takiego, natomiast wpisane weń genitalia wskazują na źródło tego cierpienia: kulturowy ideał męskości, który wymusza na mężczyźnie, aby dla potwierdzenia swojej tożsamości płciowej przekraczał swoje możliwości fizyczne. Badaczka zestawia też Pasję ze sztuką feministyczną, która podejmowała temat opresyjnego działania kultury na kobiecość i wywołanych tym zachowań kompulsywnych u kobiet.
Odmienną interpretację zaproponował literaturoznawca Marcin Kowalczyk, umieszczając Pasję w kontekście karnawalizacji. Według niego autorka wprawdzie poruszyła  temat trenowania do męskości i uporczywego budowania muskularnej sylwetki drogą cierpienia, ale ponieważ wykorzystała w swojej pracy symbol krzyża ze zdjęciem prącia, dokonała desakralizacji tego symbolu (umieściła go w dole materialno-cielesnym). Kowalczyk przywołuje inne dzieła sztuki współczesnej, które wpisują się w logikę karnawału: Piss Christ Andresa Serrano, The Holy Virgin Mary Chrisa Ofiliego, Yo Mama's Last Supper Renée Cox itp.
Inne interpretacje odnoszą umieszczone na krzyżu genitalia do ikonografii chrześcijańskiej, w której widoczne na wizerunkach ukrzyżowanego Chrystusa genitalia stanowiły znak jego człowieczeństwa. Krytyk i kurator Paweł Leszkowicz odczytywał Pasję jako portret masochizmu mężczyzn, którzy nieustannie zwiększają swoją siłę fizyczną. Z kolei według Agnieszki Sabor praca Nieznalskiej nie jest dziełem sztuki (tj. nie ma wartości artystycznej), a stanowi wypowiedź o charakterze zaangażowanego, społecznego i feministycznego reportażu i tylko przez ten pryzmat powinna być rozpatrywana.
Jerzy Krechowicz, ówczesny rektor ASP w Gdańsku, zeznał przed sądem, że w jego opinii praca Nieznalskiej nie przedstawia żadnej wartości artystycznej, jest grafomańska i powstała tylko po to, by prowokować.

## Reakcja mediów i polityków

### Kontekst
W latach 90. i na początku XXI w. wiele dzieł artystów, szczególnie tych należących do nurtu sztuki krytycznej, budziło kontrowersje w mediach i polskim społeczeństwie. Pierwszą pracą, która spotkała się z tego typu reakcją, była Piramida zwierząt Katarzyny Kozyry (1993), później były to prace m.in. Piotra Uklańskiego Naziści (1998), Zbigniewa Libery Lego. Obóz koncentracyjny (1996) czy Maurizio Cattelana (rzeźba przedstawiająca papieża Jana Pawła II przygniecionego meteorytem). Jednak największe kontrowersje wywołała instalacja Nieznalskiej – ze względu na zestawienie krzyża  (będącego chrześcijańskim symbolem śmierci i zmartwychwstania Jezusa) oraz genitaliów.

### Media
W dniu otwarcia wystawy na łamach dodatku do Gazety Wyborczej „Co jest grane?” pojawił się artykuł pt. Pasja feministyczna, informujący o wystawie i planowanym na godz. 19 wernisażu. Trzy dni przed końcem wystawy, tj. 17 stycznia 2002 roku, na łamach lokalnego dodatku do Gazety Wyborczej opublikowano artykuł Anny Urbańczyk zatytułowany Pasja kontrowersyjna; według autorki tekstu zestawienie krzyża i męskich genitaliów było zaskakujące: Nic dziwnego, że realizacja szokuje, może (i czyni to) obrażać uczucia religijne.
18 stycznia w głównym wydaniu programu informacyjnego Fakty wyemitowano materiał na temat Pasji, zatytułowany „Sztuczka”. 19 stycznia zainteresowanie instalacją wyraziły także inne media prasowe i telewizyjne, sprawa zyskała ogromny rozgłos. Wszyscy, którzy opiniowali wystawę przyznawali, że nie widzieli jej osobiście.

### Incydent w Galerii
21 stycznia 2002 roku w zamkniętej tego dnia dla publiczności galerii miał miejsce incydent z udziałem członków Ligi Polskich Rodzin, m.in. Gertrudy Szumskiej, Stanisława Żyły i Roberta Strąka, którzy wtargnęli do pomieszczeń wystawowych z żądaniem wydania im instalacji, a konkretnie stalowego krzyża. Twierdzili, że praca Nieznalskiej obraziła ich uczucia religijne. Ich zamiar nie doszedł jednak do skutku, ponieważ wystawa była już wówczas zdemontowana, a artystka odmówiła im wydania krzyża. Świadkami tego incydentu byli dziennikarze. Robert Strąk, poseł LPR z Gdyni, wydał wówczas oświadczenie dla prasy, w którym napisał między innymi:

Uważamy, że powinien istnieć kodeks etyczny dotyczący artystów czy też pseudoartystów, bo to, co robi na przykład pani Nieznalska, to szukanie taniej reklamy. Uważam, że nagłaśnianie swojego nazwiska przez znieważanie uczuć religijnych innych ludzi jest hańbiące i w naszym kraju, w centrum Europy, takie rzeczy nie powinny mieć miejsca.

## Postępowanie karne

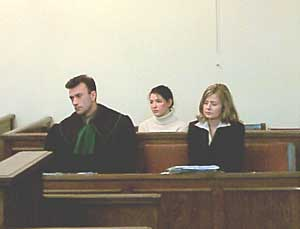
Dorota Nieznalska na ławie oskarżonych w Sądzie Rejonowym w Gdańsku (13 stycznia 2003)

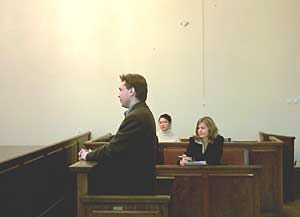
Robert Strąk zeznaje przed Sądem Rejonowym w Gdańsku; Nieznalska na drugim planie (13 stycznia 2003)

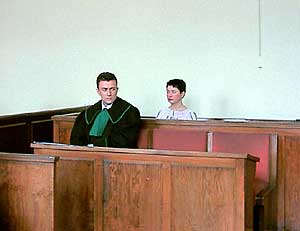
Dorota Nieznalska na ławie oskarżonych w Sądzie Rejonowym w Gdańsku (28 kwietnia 2003)

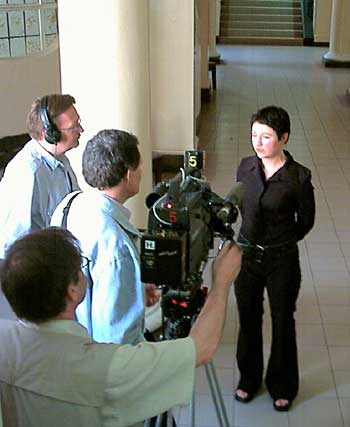
Dorota Nieznalska udziela wywiadu w Sądzie Rejonowym w Gdańsku (2 czerwca 2003 roku)

### Oskarżenie i proces
Na podstawie zawiadomienia o podejrzeniu popełnienia przestępstwa, złożonego m.in. przez posła Roberta Strąka i posłankę Gertrudę Szumską oraz osoby prywatne, prokurator skierował 12 kwietnia 2002 roku do sądu rejonowego w Gdańsku akt oskarżenia, sformułowany na podstawie art. 196 Kodeksu karnego:

Kto obraża uczucia religijne  innych osób, znieważając publicznie przedmiot czci religijnej lub miejsce przeznaczone do publicznego wykonywania obrzędów religijnych, podlega grzywnie, karze ograniczenia wolności albo pozbawienia wolności do lat 2.

Nie zastosowano środka zapobiegawczego w stosunku do Nieznalskiej. Pierwsza rozprawa odbyła się 16 września 2002 roku, obrońcą Nieznalskiej podczas całego procesu był Wojciech Cieślak. W charakterze świadków przesłuchano osoby, których uczucia religijne miały zostać obrażone. Przyznawały one jednocześnie, że nie widziały osobiście wystawy, a znają ją jedynie z artykułu zamieszczonego w Gazecie Wyborczej i relacji telewizyjnej stacji TVN. Instalacja, jako dowód w sprawie, została zabezpieczona przez prokuraturę. W roli oskarżyciela posiłkowego wystąpił Tomasz Pączek, osoba prywatna. Nieznalska nie przyznała się do popełnienia zarzucanych jej czynów, konsekwentnie w trakcie całego procesu twierdziła, że nie zamierzała obrazić uczuć religijnych.
Podczas procesu wielokrotnie dochodziło do naruszenia powagi sądu ze strony zgromadzonej na sali Młodzieży Wszechpolskiej, między innymi przez wznoszenie obraźliwych i wulgarnych okrzyków skierowanych do Nieznalskiej czy demonstrowanie flag: biało-czerwonej i biało-niebieskiej. Członkowie Ligi Polskich Rodzin gromadzili się przy wejściu do sali sądowej z różańcami i krucyfiksami oraz intonowali pieśni religijne. Artystka otrzymywała też anonimowe telefony i listy z pogróżkami.
List w obronie oskarżonej podpisali m.in. Anda Rottenberg, Zbigniew Libera, Alicja Żebrowska, Artur Żmijewski. Artystki broniło także Amnesty International oraz minister kultury Waldemar Dąbrowski (w wywiadach telewizyjnych).
18 lipca 2003 roku sąd rejonowy w Gdańsku orzekł, że Dorota Nieznalska jest winna obrazy uczuć religijnych, za co skazał ją na karę sześciu miesięcy ograniczenia wolności polegającą na wykonaniu nieodpłatnej kontrolowanej pracy na cele społeczne w wymiarze 20 godzin miesięcznie.
Po ogłoszeniu wyroku list w obronie artystki napisali Grzegorz Klaman i Aneta Szyłak, a podpisali się pod nim, między innymi, Andrzej Turowski, Piotr Piotrowski, Wiesław Godzic, Kazimiera Szczuka, Maria Janion, Magdalena Tulli i dyrektorzy polskich muzeów. Z kolei przeciwnicy instalacji Nieznalskiej wydali oświadczenie, w którym uznali Pasję za „antychrześcijańską prowokację” i bronili werdyktu sądowego. Pod oświadczeniem podpisali się, między innymi, Barbara Dobrzyńska, Grzegorz Górny, Janusz Kotański, Jacek Kowalski, Paweł Milcarek, Andrzej Nowak, Jan Pospieszalski, Maciej Pawlicki, Piotr Semka.
Kościół katolicki nie zajął oficjalnego stanowiska w sprawie Nieznalskiej.

### Powtórzenie procesu i apelacja
28 kwietnia 2004 roku sąd okręgowy w Gdańsku uchylił wyrok sądu rejonowego, powołując się na brak właściwego uzasadnienia i ograniczenie prawa do obrony. Sprawa została ponownie rozpoznana przez sąd rejonowy.
Sąd po raz pierwszy powołał biegłych z zakresu historii sztuki, religioznawstwa i medioznawstwa; zapoznał się z reportażem stacji telewizyjnej TVN „Sztuczka”, a także zrekonstruował instalację. Odbyło się 27 rozpraw sądowych, powołano kilkudziesięciu świadków, w tym 20 osób pokrzywdzonych. Na jednej z rozpraw oskarżyciel posiłkowy zeznał, że po obejrzeniu materiału telewizyjnego i zdjęć w gazecie poczuł się, jako katolik, poniżony i wydrwiony przez artystkę.
9 lutego 2005 roku, podczas trzeciej rozprawy, sąd nie zezwolił na obecność publiczności podczas procesu. W związku z tym pod budynkiem sądu odbyła się pikieta partii Zielonych 2004 i Antyklerykalnej Partii Postępu RACJA po stronie zwolenników oraz Ligi Polskich Rodzin i Młodzieży Wszechpolskiej po stronie przeciwników Nieznalskiej. Helsińska Fundacja Praw Człowieka wydelegowała na proces swojego przedstawiciela.
4 czerwca 2009 roku sąd rejonowy w Gdańsku uniewinnił Nieznalską od zarzutu obrazy uczuć religijnych. W ustnych motywach wyroku wyjaśniono, że przestępstwo obrazy uczuć religijnych popełnić można tylko z zamiarem bezpośrednim (tzn. taki musiałby być cel podejmowanych działań), natomiast Nieznalska działała z zamiarem ewentualnym (przypuszczała, że jej działanie może obrażać uczucia religijne i godziła się z tym). Sędzia podkreślił także, że pewną rolę w całym wydarzeniu odegrały media, których nieobiektywny i tendencyjny przekaz przyczynił się do negatywnego odbioru Pasji przez widzów i złożenia doniesienia do prokuratury. W uzasadnieniu znalazło się takie zdanie: Nie ma bowiem możliwości odpowiedzi na pytanie, czy obrażone osoby obraziłyby się również, gdyby obejrzały instalację w całości i znały intencje artystki.
Od tego orzeczenia prokurator i oskarżyciel posiłkowy wnieśli apelacje do sądu wyższej instancji. Orzeczeniem z 11 marca 2010 roku zaskarżony wyrok uniewinniający został utrzymany w mocy. W uzasadnieniu sąd okręgowy potwierdził słuszność opinii sądu niższej instancji, zarzucając mediom manipulację: Pokrzywdzeni złożyli swoje doniesienie już po zakończeniu wystawy, czerpiąc wiedzę o jej zawartości ze zmanipulowanych przekazów medialnych, które informowały o sprawie wyrywkowo i w atmosferze skandalu. Według sądu nie mieli szansy zapoznać się z intencjami autorki i kontekstem tej pracy. Rzecznik telewizji TVN nie zgodził się z tymi zarzutami.
Decyzja sądu spotkała się z krytyką ze strony środowisk prawicowych i części prawników. Piotr Kruszyński powiedział, iż To, że pokrzywdzeni nie widzieli pracy, nie jest wystarczającym argumentem, to jest ucieczka od problemu. Według posła PiS Zbigniewa Girzyńskiego wyrok uniewinniający w tej sprawie świadczy o tym, że można bezkarnie obrażać uczucia religijne katolików. Wyrok skrytykował także publicysta Tomasz Terlikowski.
Od prawomocnego orzeczenia sądu okręgowego przysługiwała prokuraturze kasacja do Sądu Najwyższego. Europejska Federacja Humanistyczna (European Humanist Federation) zwróciła się do Prokuratury Rejonowej Gdańsk-Śródmieście z prośbą, aby odstąpiono od tego zamiaru.
Kosztami procesu został obciążony skarb państwa.

## Skutki postępowania karnego
Wskutek skandalu wywołanego instalacją Pasja oraz procesu sądowego galerie należące do głównego nurtu odmawiały wystawiania prac Nieznalskiej. W wywiadzie opublikowanym w 2011 roku autorka powiedziała, że spotkała się z ostracyzmem w środowisku artystów. Wielokrotnie starała się o stypendium Ministerstwa Kultury, uzyskała je dopiero w 2009 roku.
Trzy dni przed ogłoszeniem pierwszego wyroku Nieznalska sfotografowała zrealizowany przez siebie pejcz z rzemieniem i własnymi (ściętymi) włosami. Fotografia nosi tytuł Włosy N. przed 18.07.03 i jest częścią serii zdjęć pt. Implantacja Perwersji. Z kolei w 2005 roku artystka stworzyła czarny skórzany futerał na krzyż będący częścią instalacji Pasja, z czterema zamkami błyskawicznymi pozwalającymi na regulowanie widoczności ukrytego wewnątrz zdjęcia. Futerał zatytułowała Fetysz. Bezpośrednim nawiązaniem do procesu była także wystawa 196 k.k., która odbyła się na początku 2012 roku w poznańskiej Galerii Ego.
Instalacja Pasja, jako dowód w sprawie, była przez osiem lat przechowywana w depozycie sądowym. W trakcie procesu zainteresowanie zakupem instalacji wyrażali Grażyna Kulczyk i Piotr Piotrowski, wówczas dyrektor Muzeum Narodowego. Jednak do transakcji dojść nie mogło ze względów prawnych. Po odzyskaniu Pasji Nieznalska zadeklarowała, że chce, aby instalacja znalazła się w polskiej placówce publicznej, a nie w prywatnej kolekcji. Obecnie jest w posiadaniu artystki. Pasja nie była wystawiana po zakończeniu procesu.
Grzegorz Klaman sprawę procesu skomentował w 2002 roku filmem wideo o tytule 196 K.K., w którym czyta Nieznalskiej obraźliwe komentarze na jej temat zamieszczone na forum internetowym portalu trojmiasto.pl, dodatkowo ją policzkując i doprowadzając do płaczu. Podobny tytuł (Paragraf 196 k.k.) nosi utwór Doroty Nieznalskiej z roku 2010, w którym autorka, stojąc tyłem do widza, szeptem wypowiada daty kolejnych rozpraw.
Galeria Wyspa, założona przez Grzegorza Klamana i prowadzona przez Fundację Wyspa Progress, wynajmowała nieodpłatnie pomieszczenia należące do Akademii Sztuk Pięknych w Gdańsku; 29 stycznia 2002 roku senat na wniosek rektora uczelni odmówił dalszej współpracy z Fundacją. Według Klamana przyczyną podjęcia takiej decyzji był skandal wokół wystawy Pasja, jednak prof. ASP Sławoj Ostrowski twierdził, że zdecydowały głównie względy ekonomiczne.
Agata Araszkiewicz na łamach czasopisma "Obieg" porównała proces Nieznalskiej do sprawy Rity Gorgonowej (ze względu na podobną – według autorki – atmosferę, w której toczyły się oba procesy karne).